# Hanguksyntexis haeretica
Hanguksyntexis haeretica (лат.) — ископаемый вид перепончатокрылых, единственный в составе рода Hanguksyntexis из семейства Anaxyelidae. Это первый описанный представитель Anaxyelidae из раннеальбской формации Чинджу мелового периода (Республика Корея). Новый таксон отнесён к подсемейству Syntexinae по жилкованию переднего крыла (1-Rs+M выходит на уровне 1m-cu), но отличается от всех других родов синтексинов своеобразной формой и длиной ячейки 2r (примерно в два раза длиннее ширины, не расширена ни апикально, ни базально) и жилкой 6-Rs, сильно изогнутой дистально к краю крыла. Открытие этого нового рода ставит под сомнение чёткую дифференциацию между Anaxyelinae и Syntexinae, побуждая к тщательному обсуждению диагностической ценности признаков жилкования крыльев, которые ранее использовались для разграничения двух подсемейств. Соответственно, род Cretosyntexis Rasnitsyn & Martínez-Delclòs, 2000 переносится в Anaxyelinae.